# Phyllastrephus poliocephalus
El bulbul ventriamarillo (Phyllastrephus poliocephalus) es una especie de ave paseriforme de la familia Pycnonotidae endémica de las montañas del golfo de Guinea.

## Distribución y hábitat
Se encuentra únicamente en las montañas que hay entre el sureste de Nigeria y el oeste de Camerún. Su hábitat natural son los bosques húmedos tropicales de montaña. 